# Nezávislé stejně rozdělené náhodné veličiny
Nezávislé stejně rozdělené náhodné veličiny (i v českých textech se někdy používá zkratka i.i.d. z anglického independent and identically distributed) je pojem z oboru stochastiky, kde se jedná o popis časté výchozí situace, respektive častého předpokladu matematických vět. Jedná se o situaci, kdy je zkoumán soubor více náhodných veličin, přičemž tyto veličiny jsou navzájem nezávislé a mají všechny stejné rozdělení pravděpodobnosti.
Příkladem věty předpokládající nezávislé a stejně rozdělené náhodné veličiny jsou některé podoby centrální limitní věty (pro kterou ovšem existují i zobecnění nevyžadující stejné rozdělení).

## Formální definice
Nechť je dána množina {\displaystyle (X_{n})_{n\in \mathbb {N} }} náhodných veličin. Ty jsou označovány za nezávislé stejně rozdělené, pokud splňují následující podmínky:
- jsou nezávislé a
- mají stejné rozdělení pravděpodobnosti,

tedy formálně
- {\displaystyle F_{X_{1}}(x)=F_{X_{k}}(x),\forall k\in \{1,\ldots ,n\}{\text{ a }}\forall x\in \mathbb {N} }
- a {\displaystyle F_{X_{1},\ldots ,X_{n}}(x_{1},\ldots ,x_{n})=F_{X_{1}}(x_{1})\cdot \ldots \cdot F_{X_{n}}(x_{n}),\forall x_{1},\ldots ,x_{n}\in \mathbb {N} }